# Mehrband-Turingmaschine
Eine Mehrband-Turingmaschine (englisch Multitape Turing machine) ist eine abstrakte Maschine in der theoretischen Informatik und eine Erweiterung der klassischen Turingmaschine.

3-Band-Turing-Maschine

Die Mehrband-Turingmaschine verfügt über mehrere Speicherbänder, die jeweils einen eigenen Lese- und Schreibkopf besitzen, wobei diese Lese- und Schreibköpfe unabhängig voneinander bewegt werden können (ein wesentlicher Unterschied zur Mehrspuren-Turingmaschine). Ansonsten verhält sich eine Mehrband-Turingmaschine genau so wie eine klassische Turingmaschine.
Eine Mehrband-Turingmaschine mit nur einem Band entspricht genau der klassischen Turingmaschine und jede Mehrband-Turingmaschine kann durch eine klassische Turingmaschine (mit nur einem Band) simuliert werden. Die beiden Maschinenmodelle sind also bezüglich der Berechenbarkeit von Funktionen äquivalent, d. h., beide Modelle können die gleichen Funktionen berechnen.
Die Mehrband-Turingmaschine arbeitet im Allgemeinen effizienter als eine Einband-Maschine, aber nicht entscheidend im Sinne der wichtigsten Fragen der Komplexitätstheorie, d. h., vor allem für die Frage, welche Probleme in Polynomialzeit gelöst werden können: Eine Mehrband-Maschine, die ein Problem in Polynomialzeit löst, kann von einer Einband-Maschine in Polynomialzeit simuliert werden, wobei aber im Allgemeinen der Grad des die Laufzeit beschränkenden Polynoms höher ist.

## Formale Definition
Formal kann eine (deterministische) k-Band-Turingmaschine als Tupel {\displaystyle M=(Q,\Sigma ,\Gamma ,\delta ,q_{0},\square ,F)} dargestellt werden.
- {\displaystyle Q} ist die endliche Zustandsmenge.
- {\displaystyle \Sigma } ist das endliche Eingabealphabet.
- {\displaystyle \Gamma } ist das endliche Bandalphabet und es gilt {\displaystyle \Sigma \subset \Gamma }.
- {\displaystyle \delta \colon (Q\setminus F)\times \Gamma ^{k}\to Q\times \Gamma ^{k}\times \{L,N,R\}^{k}} ist die (partielle) Überführungsfunktion.
- {\displaystyle q_{0}\in Q} ist der Anfangszustand.
- {\displaystyle \square \in \Gamma \setminus \Sigma } steht für das leere Feld (Blank).
- {\displaystyle F\subseteq Q} die Menge der Endzustände.

Die Definition unterscheidet sich von der einer klassischen Turingmaschine (oder auch einer Mehrspuren-Turingmaschine) nur in der Definition der Überführungsfunktion {\displaystyle \delta }.
Die Überführungsfunktion {\displaystyle \delta } liefert zu einem Zustand und den k von den verschiedenen Bändern gelesenen Bandsymbolen
(i) den nächsten Zustand,
(ii) k Bandsymbole, die in das aktuelle Feld geschrieben werden, und
(iii) die k Bewegungsrichtungen der Lese-Schreib-Köpfe (L … ein Feld nach links, N … nicht bewegen, R … ein Feld nach rechts).
Im Kontrast zur klassischen Turingmaschine werden k Symbole statt nur einem Symbol gelesen und geschrieben und k Lese-Schreib-Köpfe bewegt.
Der Unterschied zur Mehrspuren-Turingmaschine besteht darin, dass {\displaystyle \delta } k Bewegungsrichtungen festlegt (eine für jeden Lese-Schreib-Kopf), während {\displaystyle \delta } bei Mehrspuren-Turingmaschinen nur eine Bewegungsrichtung für den Lese-Schreib-Kopf festlegt, der sich auf allen Spuren gleich bewegt.
Um eine nichtdeterministische Variante der k-Band-Turingmaschine zu definieren, ersetzt man die Überführungsfunktion durch eine Übergangsrelation {\displaystyle \delta }:
- {\displaystyle \delta \subseteq (Q\setminus F)\times \Gamma ^{k}\times Q\times \Gamma ^{k}\times \{L,N,R\}^{k}}

## Beispiel
Das folgende Beispiel ist eine 3-Band-Turingmaschine, die zwei Binärzahlen addiert.
Dabei sind zu Beginn die zwei gegebenen Zahlen auf den ersten beiden Bändern gespeichert und die Ausgabe wird am dritten Band gespeichert.
{\displaystyle M=(\{q_{0},q_{1},q_{2},q_{f}\},\{0,1\},\{0,1,b\},\delta ,q_{0},b,\{q_{f}\})}
Die Überführungsfunktion {\displaystyle \delta } wird schrittweise definiert.
Im Zustand {\displaystyle q_{0}} bewegt die Maschine die Lese-Schreib-Köpfe der ersten beiden Bänder an das rechte Ende der Eingabe. Wenn die Maschine den Zustand {\displaystyle q_{0}} verlassen hat, stehen die Lese-Schreib-Köpfe auf der jeweils letzten Ziffer der Eingabe.
| aktueller Zustand     | geles. Symbol | geles. Symbol | geles. Symbol |   | schr. Symbol | schr. Symbol | schr. Symbol | neuer Zustand         | Kopf- richtungen | Kopf- richtungen | Kopf- richtungen |
| --------------------- | ------------- | ------------- | ------------- | - | ------------ | ------------ | ------------ | --------------------- | ---------------- | ---------------- | ---------------- |
| {\displaystyle q_{0}} | b             | 0             | b             | → | b            | 0            | b            | {\displaystyle q_{0}} | N                | R                | N                |
| {\displaystyle q_{0}} | b             | 1             | b             | → | b            | 1            | b            | {\displaystyle q_{0}} | N                | R                | N                |
| {\displaystyle q_{0}} | 0             | b             | b             | → | 0            | b            | b            | {\displaystyle q_{0}} | R                | N                | N                |
| {\displaystyle q_{0}} | 0             | 0             | b             | → | 0            | 0            | b            | {\displaystyle q_{0}} | R                | R                | N                |
| {\displaystyle q_{0}} | 0             | 1             | b             | → | 0            | 1            | b            | {\displaystyle q_{0}} | R                | R                | N                |
| {\displaystyle q_{0}} | 1             | b             | b             | → | 1            | b            | b            | {\displaystyle q_{0}} | R                | N                | N                |
| {\displaystyle q_{0}} | 1             | 0             | b             | → | 1            | 0            | b            | {\displaystyle q_{0}} | R                | R                | N                |
| {\displaystyle q_{0}} | 1             | 1             | b             | → | 1            | 1            | b            | {\displaystyle q_{0}} | R                | R                | N                |
| {\displaystyle q_{0}} | b             | b             | b             | → | b            | b            | b            | {\displaystyle q_{1}} | L                | L                | N                |

Für die eigentliche Addition werden die zwei Zustände {\displaystyle q_{1}} und {\displaystyle q_{2}} verwendet.
Hier entspricht {\displaystyle q_{1}} der Addition an der aktuellen Stelle ohne Übertragsbit aus dem vorherigen Schritt und {\displaystyle q_{2}} der Addition mit einem Übertragsbit aus dem letzten Schritt.
Wir definieren schließlich noch {\displaystyle \delta } für {\displaystyle q_{1}} und {\displaystyle q_{2}}.
| aktueller Zustand     | geles. Symbol | geles. Symbol | geles. Symbol |   | schr. Symbol | schr. Symbol | schr. Symbol | neuer Zustand         | Kopf- richtungen | Kopf- richtungen | Kopf- richtungen |
| --------------------- | ------------- | ------------- | ------------- | - | ------------ | ------------ | ------------ | --------------------- | ---------------- | ---------------- | ---------------- |
| {\displaystyle q_{1}} | b             | 0             | b             | → | b            | 0            | 0            | {\displaystyle q_{1}} | N                | L                | L                |
| {\displaystyle q_{1}} | b             | 1             | b             | → | b            | 1            | 1            | {\displaystyle q_{1}} | N                | L                | L                |
| {\displaystyle q_{1}} | 0             | b             | b             | → | 0            | b            | 0            | {\displaystyle q_{1}} | L                | N                | L                |
| {\displaystyle q_{1}} | 0             | 0             | b             | → | 0            | 0            | 0            | {\displaystyle q_{1}} | L                | L                | L                |
| {\displaystyle q_{1}} | 0             | 1             | b             | → | 0            | 1            | 1            | {\displaystyle q_{1}} | L                | L                | L                |
| {\displaystyle q_{1}} | 1             | b             | b             | → | 1            | b            | 1            | {\displaystyle q_{1}} | L                | N                | L                |
| {\displaystyle q_{1}} | 1             | 0             | b             | → | 1            | 0            | 1            | {\displaystyle q_{1}} | L                | L                | L                |
| {\displaystyle q_{1}} | 1             | 1             | b             | → | 1            | 1            | 0            | {\displaystyle q_{2}} | L                | L                | L                |
| {\displaystyle q_{1}} | b             | b             | b             | → | b            | b            | b            | {\displaystyle q_{f}} | R                | R                | R                |

| aktueller Zustand     | geles. Symbol | geles. Symbol | geles. Symbol |   | schr. Symbol | schr. Symbol | schr. Symbol | neuer Zustand         | Kopf- richtungen | Kopf- richtungen | Kopf- richtungen |
| --------------------- | ------------- | ------------- | ------------- | - | ------------ | ------------ | ------------ | --------------------- | ---------------- | ---------------- | ---------------- |
| {\displaystyle q_{2}} | b             | 0             | b             | → | b            | 0            | 1            | {\displaystyle q_{1}} | N                | L                | L                |
| {\displaystyle q_{2}} | b             | 1             | b             | → | b            | 1            | 0            | {\displaystyle q_{2}} | N                | L                | L                |
| {\displaystyle q_{2}} | 0             | b             | b             | → | 0            | b            | 1            | {\displaystyle q_{1}} | L                | N                | L                |
| {\displaystyle q_{2}} | 0             | 0             | b             | → | 0            | 0            | 1            | {\displaystyle q_{1}} | L                | L                | L                |
| {\displaystyle q_{2}} | 0             | 1             | b             | → | 0            | 1            | 0            | {\displaystyle q_{2}} | L                | L                | L                |
| {\displaystyle q_{2}} | 1             | b             | b             | → | 1            | b            | 0            | {\displaystyle q_{2}} | L                | N                | L                |
| {\displaystyle q_{2}} | 1             | 0             | b             | → | 1            | 0            | 0            | {\displaystyle q_{2}} | L                | L                | L                |
| {\displaystyle q_{2}} | 1             | 1             | b             | → | 1            | 1            | 1            | {\displaystyle q_{2}} | L                | L                | L                |
| {\displaystyle q_{2}} | b             | b             | b             | → | b            | b            | 1            | {\displaystyle q_{f}} | R                | R                | N                |

Wir betrachten als Beispiel die Addition von 11 und 1010.
| Schritt | Zust.                 | Bänder |
| ------- | --------------------- | ------ |
| 1       | {\displaystyle q_{0}} | b11b   |
| 1       | {\displaystyle q_{0}} | b1010b |
| 1       | {\displaystyle q_{0}} | bbbbb  |
| 2       | {\displaystyle q_{0}} | b11b   |
| 2       | {\displaystyle q_{0}} | b1010b |
| 2       | {\displaystyle q_{0}} | bbbbb  |
| 3       | {\displaystyle q_{0}} | b11b   |
| 3       | {\displaystyle q_{0}} | b1010b |
| 3       | {\displaystyle q_{0}} | bbbbb  |
| 4       | {\displaystyle q_{0}} | b11b   |
| 4       | {\displaystyle q_{0}} | b1010b |
| 4       | {\displaystyle q_{0}} | bbbbb  |
| 5       | {\displaystyle q_{0}} | b11b   |
| 5       | {\displaystyle q_{0}} | b1010b |
| 5       | {\displaystyle q_{0}} | bbbbb  |
| 6       | {\displaystyle q_{1}} | b11b   |
| 6       | {\displaystyle q_{1}} | b1010b |
| 6       | {\displaystyle q_{1}} | bbbbb  |

| Schritt | Zust.                 | Bänder |
| ------- | --------------------- | ------ |
| 7       | {\displaystyle q_{1}} | b11b   |
| 7       | {\displaystyle q_{1}} | b1010b |
| 7       | {\displaystyle q_{1}} | bbbb1  |
| 8       | {\displaystyle q_{2}} | b11b   |
| 8       | {\displaystyle q_{2}} | b1010b |
| 8       | {\displaystyle q_{2}} | bbb01b |
| 9       | {\displaystyle q_{1}} | b11b   |
| 9       | {\displaystyle q_{1}} | b1010b |
| 9       | {\displaystyle q_{1}} | b101b  |
| 10      | {\displaystyle q_{1}} | b11b   |
| 10      | {\displaystyle q_{1}} | b1010b |
| 10      | {\displaystyle q_{1}} | b1101b |
| hält    | {\displaystyle q_{f}} | b11b   |
| hält    | {\displaystyle q_{f}} | b1010b |
| hält    | {\displaystyle q_{f}} | b1101b |